# キングズベスト
キングズベスト（King's Best、1997年1月24日 - 2019年4月16日）とはアメリカ生産、イギリス調教の競走馬、種牡馬である。主な勝ち鞍は2000年の英2000ギニー。半姉に凱旋門賞馬アーバンシー、甥に大種牡馬ガリレオがいる良血馬であり、2000ギニーでは同年のカルティエ賞年度代表馬となるジャイアンツコーズウェイに3馬身1/2差をつけて優勝した。種牡馬としても成功し、英ダービー・凱旋門賞優勝馬ワークフォースのほか、日本ダービー・天皇賞（秋）優勝馬エイシンフラッシュなどを輩出した。

## 競走馬時代

### 2歳（1999年）
1999年にデビューし、メイドン、リステッドレースで2連勝。迎えた10月16日のデューハーストステークス（G1）では同じく2戦2勝のG2シャンペンステークス勝ち馬ディスタントミュージックに次ぐ2番人気に支持されたが、ディスタントミュージックの5着（最下位）に敗れた。

### 3歳（2000年）
4月20日に始動し、クレイヴンステークス（G3）に出走。G2ロベールパパン賞勝ち馬ロッシーニに次ぐ2番人気に支持され、G3ホーリスヒルステークス勝ち馬ユミスティムの2着となった。
中3週で2000ギニー（G1）に出走。G3フューチュリティステークス・G1サラマンドル賞・G3グラッドネスステークスを勝って4戦無敗のジャイアンツコーズウェイ、前走G3グリーナムステークスを2着と叩いて臨む4戦3勝のディスタントミュージックに続く3番人気に支持された。レースでは残り2ハロンから他馬とは明らかに脚色の違う豪脚を披露。中団から馬場の中央を通って一気に抜け出し、ジャイアンツコーズウェイに3馬身2分の1差を付ける圧勝でG1を初制覇する。
この勝ちっぷりとクラシックディスタンスに実績のある血統背景からダービーでも期待されたが、レース前日に筋肉痛で出走を回避する。約1か月後のアイルランドダービーに出走するが、レース中に故障（右前肢管骨骨折）を発生して競走中止。引退に追い込まれた。

## 特徴・評価
マイケル・スタウト調教師は、キングズベストについて「彼は私が調教した中で最も優れたマイラーでした」と語っている。
ダーレー・ジャパン代表の三嶋健一郎は、種牡馬キングズベストの導入にあたって「キングズベストは、キングマンボの後継種牡馬として皆様ご存知のエイシンフラッシュをはじめ、すでに7頭ものG1勝ち馬を送り出している優秀な種牡馬です」と評している。

## 競走成績
以下の内容は、Racing Postの情報に基づく。
| 出走日     | 競馬場           | 競走名          | 格 | 距離     | 距離     | 頭数 | 着順 | 騎手             | タイム   | 着差      | 1着（2着）馬         |
| ---------- | ---------------- | --------------- | -- | -------- | -------- | ---- | ---- | ---------------- | -------- | --------- | -------------------- |
| 1999.08.06 | ニューマーケット | 未勝利          |    | 芝7f     | 約1408 m | 8    | 01着 | G.スティーヴンス | 01:28.13 | 2馬身     | （Jalad）            |
| 0000.08.17 | ヨーク           | エーコムS       | L  | 芝6f214y | 約1403 m | 5    | 01着 | G.スティーヴンス | 01:23.03 | 2馬身     | （Shamrock City）    |
| 0000.10.16 | ニューマーケット | デューハーストS | G1 | 芝7f     | 約1408 m | 5    | 05着 | K.ファロン       | -        | 5 3/4馬身 | Distant Music        |
| 2000.04.20 | ニューマーケット | クレイヴンS     | G3 | 芝8f     | 約1609 m | 6    | 02着 | K.ファロン       | -        | 1/2馬身   | Umistim              |
| 0000.05.06 | ニューマーケット | 英2000ギニー    | G1 | 芝8f     | 約1609 m | 27   | 01着 | K.ファロン       | 01:37.77 | 3 1/2馬身 | （Giant's Causeway） |
| 0000.07.02 | カラ             | 愛ダービー      | G1 | 芝12f    | 約2414 m | 11   | 中止 | P.エデリー       | -        | -         | Sinndar              |

## 種牡馬時代
2001年からアイルランドで供用される。初年度産駒から2頭のG1勝ち馬を輩出。2010年には産駒がイギリスと日本（中央競馬）でダービーに優勝した。シャトル種牡馬として2001年はオーストラリア、2007年はアルゼンチンでも供用された。2009年からはフランス、2013年からは日本のダーレー・ジャパン・スタリオン・コンプレックスで供用されていた。
2019年4月16日、疝痛による合併症のため死亡した。

## 代表産駒

### GI級競走優勝馬
太字はGI競走を表す。
- 2002年産
  - プロクラメーション（サセックスステークス、ジャージーステークス）[15]
  - ドバイサプライズ（リディアテシオ賞、プレステージステークス）[16]
- 2004年産
  - キングズアポストル（モーリス・ド・ゲスト賞）[17]
  - クレカドール（ロッキンジステークス、2000ギニートライアルステークス、テトラークステークス、ジョエルステークス）[18]
- 2006年産
  - ロイヤルダイヤモンド（アイリッシュセントレジャー、アイリッシュセントレジャートライアルステークス、ブリティッシュチャンピオンズロングディスタンスカップ）[19]
- 2007年産
  - ワークフォース（ダービーステークス、凱旋門賞、ブリガディアジェラードステークス）[20]
  - エイシンフラッシュ（東京優駿、天皇賞（秋）、京成杯、毎日王冠）[21]
  - サッジャー（ジェベルハッタ、ドバイデューティーフリー、ケープヴェルディステークス、バランシーンステークス）[22]

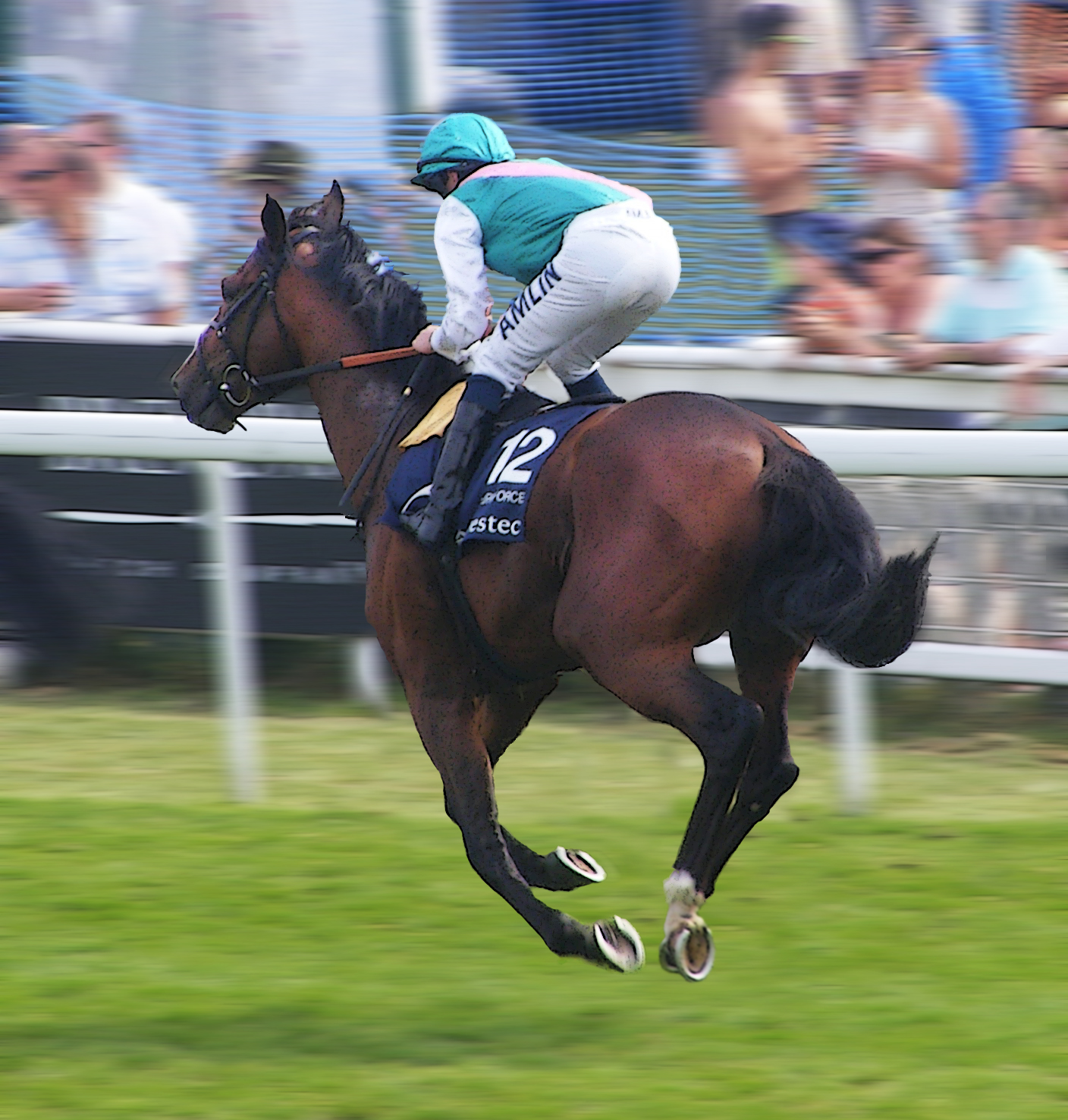
ワークフォース（2007年産）
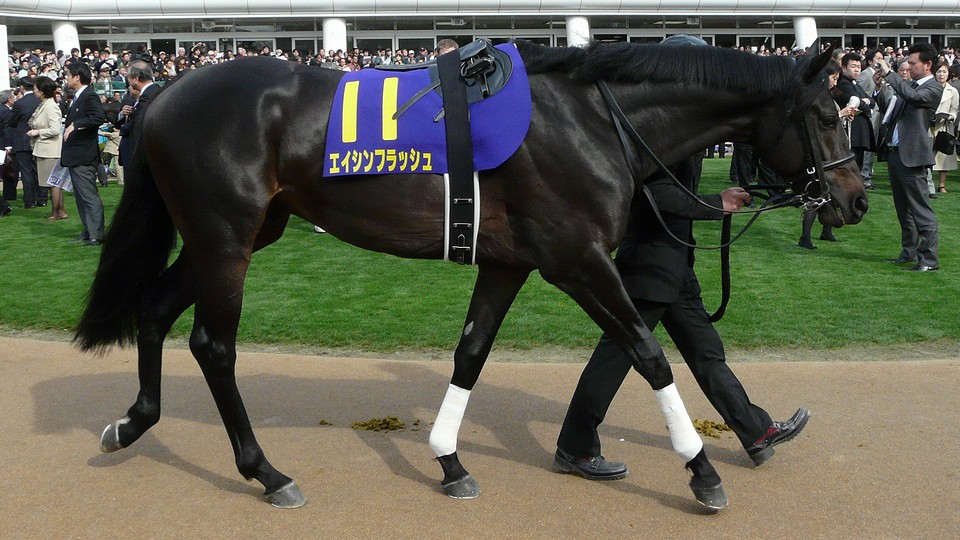
エイシンフラッシュ（2007年産）

### 重賞優勝馬（国内のみ）
- 2007年産
  - コスモメドウ（ダイヤモンドステークス）[23]
- 2016年産
  - トーラスジェミニ（七夕賞）[24]
  - ショウナンバルディ（中日新聞杯）[25]
- 2017年産
  - ミスニューヨーク（ターコイズステークス2回）[26]

## 血統表
| キングズベストの血統    | キングズベストの血統           | キングズベストの血統 | （血統表の出典）     | （血統表の出典） |
| 父系                    | キングマンボ系                 | キングマンボ系       | キングマンボ系       | [ § 2 ]          |
| 父 Kingmambo 1990 鹿毛  | 父の父Mr. Prospector 1970 鹿毛 | Raise a Native       | Native Dancer        | Native Dancer    |
| 父 Kingmambo 1990 鹿毛  | 父の父Mr. Prospector 1970 鹿毛 | Raise a Native       | Raise You            |                  |
| 父 Kingmambo 1990 鹿毛  | 父の父Mr. Prospector 1970 鹿毛 | Gold Digger          | Nashua               | Nashua           |
| 父 Kingmambo 1990 鹿毛  | 父の父Mr. Prospector 1970 鹿毛 | Gold Digger          | Sequence             |                  |
| 父 Kingmambo 1990 鹿毛  | 父の母Miesque 1984 鹿毛        | Nureyev              | Northern Dancer      | Northern Dancer  |
| 父 Kingmambo 1990 鹿毛  | 父の母Miesque 1984 鹿毛        | Nureyev              | Special              |                  |
| 父 Kingmambo 1990 鹿毛  | 父の母Miesque 1984 鹿毛        | Pasadoble            | Prove Out            | Prove Out        |
| 父 Kingmambo 1990 鹿毛  | 父の母Miesque 1984 鹿毛        | Pasadoble            | Santa Quilla         |                  |
| 母 Allegretta 1978 栗毛 | 母の父Lombard 1967 栗毛        | Agio                 | Tantieme             | Tantieme         |
| 母 Allegretta 1978 栗毛 | 母の父Lombard 1967 栗毛        | Agio                 | Aralia               |                  |
| 母 Allegretta 1978 栗毛 | 母の父Lombard 1967 栗毛        | Promised Lady        | Prince Chevalier     | Prince Chevalier |
| 母 Allegretta 1978 栗毛 | 母の父Lombard 1967 栗毛        | Promised Lady        | Belle Sauvage        |                  |
| 母 Allegretta 1978 栗毛 | 母の母Anatevka 1969 栗毛       | Espresso             | ACROPOLIS            | ACROPOLIS        |
| 母 Allegretta 1978 栗毛 | 母の母Anatevka 1969 栗毛       | Espresso             | Babylon              |                  |
| 母 Allegretta 1978 栗毛 | 母の母Anatevka 1969 栗毛       | Almyra               | Birkhahn             | Birkhahn         |
| 母 Allegretta 1978 栗毛 | 母の母Anatevka 1969 栗毛       | Almyra               | Alameda              |                  |
| 母系(F-No.)             | (FN:9-h)                       | (FN:9-h)             | (FN:9-h)             | [ § 3 ]          |
| 5代内の近親交配         | Alchimist 5×5＝6.25%           | Alchimist 5×5＝6.25% | Alchimist 5×5＝6.25% | [ § 4 ]          |
| 出典                    | 1. 2. 3. 4.                    | 1. 2. 3. 4.          | 1. 2. 3. 4.          | 1. 2. 3. 4.      |

※活躍馬多数のため、主要な血縁とG1勝ち馬のみ表記
- 半姉 アーバンシー（凱旋門賞など重賞4勝。以下の4頭の産駒以外に3頭のステークス勝ち馬がいる）
  - 甥 ガリレオ（イギリスダービー、アイルランドダービー、キングジョージ6世&クイーンエリザベスステークス。2008年イギリス・アイルランドリーディングサイアー）
  - 甥 シーザスターズ（イギリス2000ギニー、イギリスダービー、凱旋門賞などG1を6勝。2009年カルティエ賞年度代表馬）
  - 甥 ブラックサムベラミー（イタリアジョッキークラブ大賞、タタソールズゴールドカップ）
  - 姪 マイタイフーン（ダイアナステークス 父はジャイアンツコーズウェイ）
- 半妹 アレレトロワ（重賞1勝）
  - 甥 アナバーブルー（フランスダービー）
- 半妹 アンジル
  - 甥 アンジレロ（ドイツ賞）

そのほかの近親にタマユズ（ジャック・ル・マロワ賞、ジャンプラ賞）、アナタス（プリンスローズ大賞典）などがいる。